# Сен-Жан-д'Ель
Сен-Жан-д'Ель (фр. Saint-Jean-d'Elle) — муніципалітет у Франції, у регіоні Нижня Нормандія, департамент Манш. Сен-Жан-д'Ель утворено 1 січня 2016 року шляхом злиття муніципалітетів Нотр-Дам-д'Ель, Прекорбен, Русевіль, Сен-Жан-де-Безан i Відувіль. Адміністративним центром муніципалітету є Сен-Жан-де-Безан. Населення — 2532 особи (01.01.2021).